# Früher erster Termin
Früher erster Termin ist ein Begriff der deutschen Zivilprozessordnung, vgl. § 275 ZPO. Er bedeutet, dass nach Eingang der Klage sogleich ein Verhandlungstermin bestimmt wird.
Das Gericht hat zur umfassenden Vorbereitung eines prozesseffizienten Haupttermins die Wahl zwischen dem schriftlichen Vorverfahren und dem frühen ersten Termin. Teilweise wird vertreten, dass einfachere Fälle in den frühen ersten Termin gehören, schwierigere Fälle in das schriftliche Vorverfahren. Jedoch lässt sich die Schwierigkeit zu dem frühen Zeitpunkt allein aufgrund der Klageschrift oft gar nicht beurteilen. Auch kann der frühe erste Termin in schwierigeren Fällen zur Klärung des Streitstoffs sinnvoll sein.
Der frühe erste Termin soll dabei bereits so nachhaltig vorbereiten, dass der Prozess dann im Haupttermin möglichst abgeschlossen werden kann. Andererseits muss dem frühen ersten Termin nicht notwendig ein weiterer Termin folgen. Ist die Sache entscheidungsreif, kann bereits aufgrund des frühen ersten Termins entschieden werden. Typischer Anwendungsfall des frühen ersten Termins ist der einstweilige Rechtsschutz, da hier Eilbedürfnis besteht.
Wird das Verfahren nicht bereits im frühen ersten Termin durch Vergleich, Klagerücknahme oder -verzicht oder eine Urteilsart (Versäumnisurteil, Anerkenntnisurteil, Endurteil) abgeschlossen, hat das Gericht gemäß § 275 ZPO alle Anordnungen zur Vorbereitung des Haupttermins zu treffen (Hinweise an die Parteien, Beiziehung von Akten, Ladung von Zeugen usw.).